# Episodi di Cinque in famiglia (prima stagione)
La prima stagione della serie televisiva Cinque in famiglia, composta da 22 episodi, è stata trasmessa per la prima volta negli Stati Uniti dal 12 settembre 1994 al 15 marzo 1995 su Fox. 
In Italia la stagione è stata trasmessa in prima visione dal 10 settembre al 20 novembre 1996, su Italia 1. La serie debutta con il nome di Party of five (titolo originale del telefilm), ma dopo i due appuntamenti settimanali del 10 e del 17 settembre 1996 viene sospesa per bassi ascolti. Viene riproposta tra il 12 e il 19 ottobre 1996, ma viene interrotta di nuovo. In seguito, dal 28 ottobre 1996, viene proposta una terza volta (prima con delle repliche, poi con degli episodi in prima visione) con il nuovo nome di Cinque in famiglia. Questa volta la programmazione prosegue trasmettendo tutti i restanti episodi della stagione.
| nº | Titolo originale          | Titolo italiano          | Prima TV USA      | Prima TV Italia   |
| -- | ------------------------- | ------------------------ | ----------------- | ----------------- |
| 1  | Pilot                     | La vita continua         | 12 settembre 1994 | 10 settembre 1996 |
| 2  | Homework                  | Colpo di fulmine         | 19 settembre 1994 | 10 settembre 1996 |
| 3  | Good Sports               | Coraggio e altruismo     | 26 settembre 1994 | 17 settembre 1996 |
| 4  | Worth Waiting For         | Lezioni di sesso         | 3 ottobre 1994    | 17 settembre 1996 |
| 5  | All's Fair                | Amori travagliati        | 10 ottobre 1994   | 12 ottobre 1996   |
| 6  | Fathers and sons          | Padri e figli            | 17 ottobre 1994   | 31 ottobre 1996   |
| 7  | Much Ado                  | La grande paura          | 24 ottobre 1994   | 19 ottobre 1996   |
| 8  | Kiss Me Kate              | Sesso? No, grazie!       | 2 novembre 1994   | 2 novembre 1996   |
| 9  | Something Out of Nothing  | Un'amica di famiglia     | 7 novembre 1994   | 4 novembre 1996   |
| 10 | Thanksgiving              | L'odio e il perdono      | 14 novembre 1994  | 5 novembre 1996   |
| 11 | Private Lives             | Bugie                    | 21 novembre 1994  | 6 novembre 1996   |
| 12 | Games People Play         | Vivere è... amare        | 28 novembre 1994  | 7 novembre 1996   |
| 13 | Grownups                  | Sorprese in famiglia     | 12 dicembre 1994  | 8 novembre 1996   |
| 14 | Not Fade Away             | Il diario segreto        | 4 gennaio 1995    | 11 novembre 1996  |
| 15 | It's Not Easy Being Green | Gelosia                  | 11 gennaio 1995   | 12 novembre 1996  |
| 16 | Aftershocks               | Il terremoto             | 18 gennaio 1995   | 13 novembre 1996  |
| 17 | In Loco Parentis          | La fuga di Jill          | 1º febbraio 1995  | 14 novembre 1996  |
| 18 | Who Cares?                | Il compleanno di Claudia | 15 febbraio 1995  | 15 novembre 1996  |
| 19 | Brother's Keeper          | L'offerta di lavoro      | 22 febbraio 1995  | 16 novembre 1996  |
| 20 | The Trouble with Charlie  | La crisi di Charlie      | 1º marzo 1995     | 18 novembre 1996  |
| 21 | All-Nighters              | Il ritorno a casa        | 8 marzo 1995      | 19 novembre 1996  |
| 22 | The Ides of March         | Proposta di matrimonio   | 15 marzo 1995     | 20 novembre 1996  |

## La vita continua
- Titolo originale: Pilot
- Diretto da: Richard Pearce
- Scritto da: Amy Lippman e Christopher Keyser

### Trama
Sei mesi dopo la morte dei loro genitori in un incidente stradale che ha coinvolto un guidatore ubriaco, i cinque orfani Salinger lottano per far quadrare i conti e tenere unita la famiglia. Provano a cercare un sostituto per la tata di 65 anni di Owen, la signora Kelleher, che improvvisamente si è licenziata. Bailey si assume la maggior parte della responsabilità della famiglia. Julia volta le spalle alla famiglia quando un compagno di classe di nome P.K. mostra interesse per lei. Dopo che il ragazzo le ha spezzato il cuore, desidera il consiglio e il conforto di sua madre. Charlie perde 12.000 dollari in un cattivo investimento immobiliare. Joe Mangus, il socio del padre al ristorante Salinger, presta a Charlie abbastanza soldi per farli andare avanti a condizione che Charlie lavori al ristorante come barista, un lavoro che Charlie accetta con riluttanza. La giovane Claudia impegna il suo violino e annuncia che preferirebbe essere una ragazzina normale piuttosto che una bambina prodigio. Il suo insegnante di violino, Ross Werkman, le ricorda che ha un dono raro e la incoraggia a mantenerlo.

## Colpo di fulmine
- Titolo originale: Homework
- Diretto da: Richard Pearce
- Scritto da: Amy Lippman e Christopher Keyser

### Trama
Bailey inizia a fare sogni romantici su Kirsten. Claudia cerca di ritrovare il nonno perduto. Julia è stanca della sua vita di studio; inizia ad andare alle feste con l'estroversa Nina DiMayo, ma questo la porta ad andare male a scuola. Nel frattempo, Charlie lascia la sua amante più vecchia e inizia a flirtare con Kirsten. Bailey inventa un amico immaginario per attirare l'attenzione di Kirsten, e lei lo dice accidentalmente a tutti. Charlie e Kirsten si baciano. Claudia trova un uomo di nome Jack Gordon che potrebbe essere il loro nonno, ma Bailey scopre che non lo è. Charlie decide di non dichiararsi a Kirsten, per il bene di Bailey.
- Guest star: Laura Innes (Liz), Alan Young (Jack Gordon).

## Coraggio e altruismo
- Titolo originale: Good Sports
- Diretto da: Steven Robman (accreditato come Steve Robman)
- Scritto da: W.K. Scott Meyer

### Trama
Bailey è testimone di una rissa tra uno dei suoi compagni di squadra di football e alcuni membri della squadra avversaria. Quando si rifiuta di nominare il compagno di squadra coinvolto nell'incidente, consapevole che il compagno di squadra sarà ingiustamente punito, viene sospeso dalla squadra. Mentre Charlie è contrario alla scelta di Bailey di rimanere in silenzio, Kirsten trova giusto che Bailey non abbia fatto nomi per difendere i suoi principi. Nel frattempo, Julia organizza una festa per Nina e i suoi "nuovi amici", ma questi abusano subito della sua generosità distruggendo la casa. Kirsten inizia ad uscire con un avvocato di nome George, il che rende Charlie geloso e pentito di non aver fatto la sua mossa con lei. Poiché George ha mentito sulla sua professione, Kirsten lo lascia, poi accusa Charlie di essere geloso di lei e ammette di essere rimasta colpita dal coraggio di Bailey.

## Lezioni di sesso
- Titolo originale: Worth Waiting For
- Diretto da: Stephen Cragg
- Scritto da: Susannah Grant

### Trama
Il sesso sembra essere l'unica cosa nella mente di tutti, ma nessuno risponde alle domande di Claudia al riguardo. Julia decide che è pronta ad andare fino in fondo con il suo compagno di scuola, Justin Thompson, ma alla fine fa marcia indietro. Nel frattempo, Charlie e Kirsten finalmente escono insieme, ma proprio mentre la loro storia d'amore si sta scaldando, lei scopre che lui ha usato una delle sue scadenti frasi da rimorchio con lei. Altrove, a Bailey piace Kate Bishop, la bella cliente che incontra durante il suo lavoro doposcuola in un negozio locale di scarpe, ma è rattristato quando scopre che lei ha già un fidanzato.

## Amori travagliati
- Titolo originale: All's Fair
- Diretto da: Peter O'Fallon
- Scritto da: Ann Lewis Hamilton

### Trama
L'ex amante di Charlie, Rebecca, va a trovarlo e si rivolge a lui in cerca di conforto, a causa del suo matrimonio fallito. Finiscono per andare a letto insieme e Charlie si ritrova a mentire sia a Kirsten che a Rebecca. Nel frattempo, Bailey scopre che il ragazzo di Kate, Tom, è molto gentile e si sente in colpa nel tentativo di conquistare Kate. Alla fine ci riesce. Inoltre, Julia cerca di passare per una ventunenne per trovare lavoro come cameriera in una discoteca. Altrove, Claudia finge di essere più giovane per poter partecipare a un concorso di violino.

## Padri e figli
- Titolo originale: Fathers and sons
- Diretto da: Ellen S. Pressman
- Scritto da: Amy Lippman e Christopher Keyser

### Trama
Al lavoro, Julia incontra il suo ex fidanzato P.K. Successivamente quest'ultimo si presenta alla sua porta sfoggiando un occhio nero e cercando rifugio dal suo patrigno violento. I familiari di Julia accolgono P.K., ma iniziano a temere presto che nasconderlo potrebbe metterli nei guai con i servizi sociali quando la madre di P.K. chiama la polizia per denunciare la sua fuga da casa. Julia alla fine dà a P.K. abbastanza soldi dal suo lavoro di cameriera per permettergli di lasciare la città. Nel frattempo, Joe promuove Charlie da barista a direttore notturno, ma Charlie non è interessato perché vuole trovare la sua strada nella vita. Inoltre, Bailey cerca di impressionare il severo padre di Kate.

## La grande paura
- Titolo originale: Much Ado
- Diretto da: Ken Topolsky
- Scritto da: Hollis Rich

### Trama
Kirsten scopre di Rebecca e rompe con Charlie. Charlie vede Julia al club e presume che sia lì a festeggiare. Nel frattempo, Claudia diventa gelosa della nuova relazione di Bailey con Kate e dà di proposito a Kate indicazioni sbagliate, facendole saltare l'appuntamento con Bailey. Inoltre, Owen viene portato d'urgenza in ospedale con l'influenza.

## Sesso? No, grazie!
- Titolo originale: Kiss Me Kate
- Diretto da: Richard Pearce
- Scritto da: Susannah Grant

### Trama
Bailey è scioccata quando Kate gli dice che intende rimanere vergine finché non si sposerà. Quando Bailey non accetta la sua decisione e Kate non cambia idea, i due si lasciano. Nel frattempo, Julia collabora con una cantautrice che vuole trasformare la sua poesia in una canzone. Claudia viene candidata al premio di più giovane musicista talentuoso della Baia e lascia che il suo successo le dia alla testa mentre il suo atteggiamento egocentrico inizia ad allontanare i suoi fratelli.

## Un'amica di famiglia
- Titolo originale: Something Out of Nothing
- Diretto da: Steven Robman
- Scritto da: Susannah Grant (sceneggiatura), Amy Lippman (soggetto) e Christopher Keyser (soggetto)

### Trama
Un'amica di famiglia dallo spirito libero, Greer Erikson, fa visita ai Salinger. Ma la sua interferenza ben intenzionata causa problemi ai fratelli Salinger. Greer infatti cerca di aumentare la fiducia di Julia mandandola da un fotografo di moda, ma Julia si ritrova a spendere $ 800 per la sessione fotografica. Greer cerca anche di aiutare Bailey a superare la sua rottura con Kate organizzandogli un appuntamento al buio. Bailey però sviluppa presto un'attrazione per Greer. Nel frattempo, Ross esce allo scoperto e rivela a Claudia di essere gay, mentre Charlie cerca una nuova tata per Owen.

## L'odio e il perdono
- Titolo originale: Thanksgiving
- Diretto da: Michael Engler
- Scritto da: Amy Lippman e Christopher Keyser

### Trama
Con l'avvicinarsi della festa del Ringraziamento, i fratelli Salinger incontrano finalmente Walter Alcott, l'autista ubriaco che ha ucciso i loro genitori e che è stato recentemente rilasciato dal carcere sulla parola. Walter Alcott vuole vedere di persona i Salinger. Ognuno di loro parla in privato con Walter. Claudia va a trovarlo in una libreria e riesce solo a vedere che aspetto ha. Anche l'arrabbiato Bailey fa visita a Walter e gli dice che vuole che Walter soffra come hanno sofferto loro. Bailey più tardi se ne va e si presenta a casa di Kate, dove i due si riconciliano. Julia assicura a Walter che può perdonarlo per aver ucciso i loro genitori. Alla fine, Charlie fa visita a Walter per parlare casualmente di come andare avanti.

## Bugie
- Titolo originale: Private Lives
- Diretto da: Peter O'Fallon
- Scritto da: W.K. Scott Meyer

### Trama
La signora Gideon, l'assistente sociale, si presenta a casa Salinger senza preavviso e trova l'abitazione in completo disordine. Julia arriva a casa indossando la sua nuova divisa da cameriera e Claudia è scomparsa, facendo una pessima impressione. Gli altri chiamano la polizia e denunciano la scomparsa di Claudia. Quando la mattina squilla il telefono, trovano Claudia in cucina; li incolpa per averla ignorata e per non sapere nulla della sua vita. Charlie dichiara di avere un segreto che non dirà, e tutti pensano che potrebbe essere drogato. Morgan licenzia tutte le cameriere, ma in seguito cerca di riavere Julia, senza successo. Bailey e Julia interpretano i genitori all'appuntamento di Claudia, rovinandolo. Charlie rivela che è tornato a scuola e frequenta i corsi serali a Berkley. Bailey chiede a Kirsten di aiutarli quando la signora Gideon torna a trovarli, e per fare una buona impressione sull'assistente sociale si comportano tutti come una perfetta famiglia felice. Bailey e Charlie accettano di aiutarsi a vicenda. Claudia chiede alla signora Gideon di non dividerli. Owen muove i suoi primi passi.

## Vivere è... amare
- Titolo originale: Games People Play
- Diretto da: Michael Engler
- Scritto da: Susannah Grant

### Trama
Kirsten e Charlie dormono finalmente insieme. In seguito però, Kirsten diventa fredda con Charlie e gli dice che è andata a letto con lui solo perché è malata e spaventata. Intanto, Bailey organizza un viaggio con Kate. Suo padre vuole mandarla in collegio nel Connecticut e Bailey scopre che lei vuole andarci. Litigano e Kate gli dice che farà sesso con lui, ma lui si rifiuta perché lei non lo vuole davvero. Prima che Julia e il suo capo, Morgan, escano per un appuntamento, Nina dice a Julia di essere misteriosa e sorprendente per rendere Morgan geloso. Claudia ascolta la loro conversazione e prova anche lei a rendersi misteriosa per attirare l'attenzione di Artie, suo compagno al corso di musica, ma si mette in una brutta situazione e solo confessando tutto riesce a uscirne. Charlie dice a Kirsten che la ama e che sarà lì per lei. Lei gli dice che non può avere figli.

## Sorprese in famiglia
- Titolo originale: Grownups
- Diretto da: Ellen S. Pressman
- Scritto da: Ann Lewis Hamilton

### Trama
Bailey incontra Jill Holbrook, una cameriera carina ed estroversa di cui si innamora e con cui finisce per andare a letto subito dopo il loro primo appuntamento. Nel frattempo, Morgan comincia a bere dopo che il suo locale ha chiuso i battenti ed è costretto a pagare una multa. Julia vuole aiutarlo, ma lui non accetta le sue scuse, né i suoi soldi per pagare la multa. Claudia ha il primo ciclo. Inoltre, la famiglia di Kirsten vuole che lei ritorni a casa a Chicago. 

## Il diario segreto
- Titolo originale: Not Fade Away
- Diretto da: Peter O'Fallon
- Scritto da: Amy Lippman e Christopher Keyser

### Trama
Claudia passa il tempo a pensare di convertirsi all'ebraismo per stare vicino al suo compagno di scuola Artie. Julia trova il vecchio diario di sua madre e scopre che sua madre aveva intenzione di avere una relazione con un altro uomo. Nel frattempo, Kirsten si trasferisce nella stanza di Charlie e litiga con Julia per occupare spazio in casa, e diventa gelosa per l'attenzione e per la dipendenza che Claudia le sta dando.

## Gelosia
- Titolo originale: It's Not Easy Being Green
- Diretto da: Michael Engler
- Scritto da: Susannah Grant

### Trama
La gelosia affligge tutti mentre Charlie cerca di capire quale sia la relazione di Kirsten con Ben Atkins. Julia è sorpresa di scoprire che Justin esce con la sua amica pedante Libby Dwyer. Inoltre, la relazione di Claudia con Artie è in discussione quando lei lo sostituisce nella recita scolastica di Oliver Twist.

## Il terremoto
- Titolo originale: Aftershocks
- Diretto da: Ken Topolsky
- Scritto da: Ann Lewis Hamilton e Mark B. Perry

### Trama
Dopo un terremoto, Claudia e Jill iniziano a comportarsi in modo strano, soprattutto Jill. Charlie è sospettoso riguardo al comportamento di Jill ed è convinto che il problema sia la droga. Bailey all'inizio rifiuta di credere ai sospetti di Charlie, ma dopo aver affrontato Jill, si rende conto che è vero. Nel frattempo, l'amicizia di Julia con Libby è nuovamente scossa a causa dei sentimenti di Julia per Justin.

## La fuga di Jill
- Titolo originale: In Loco Parentis
- Diretto da: Ken Topolsky
- Scritto da: Amy Lippman e Christopher Keyser

### Trama
Jill si presenta una notte a casa Salinger dopo un piccolo incidente automobilistico e Bailey pensa che potrebbe essere drogata. Quando Bailey cerca di parlare con la madre di Jill del consumo di droga di Jill, scopre che Jill (anticipando che avrebbe fatto proprio questo) aveva già raccontato a sua madre una falsa storia sulle molestie di Bailey. Nel frattempo, Julia e Justin dicono alla madre di Justin che usciranno. Quando Justin si arrabbia con Julia per aver passato troppo tempo con la sua pudica madre che lui non sopporta, lei spiega che le manca avere una madre con cui parlare. I genitori di Arnie si stanno separando e Claudia attua un piano per farli rimettere insieme, ma fallisce. Altrove, Charlie cerca di essere un padre migliore per Owen, e il bambino dice "papà" a Charlie. Bailey chiede aiuto alla madre di Jill, ma a lei non importa. Jill è scomparsa e sua madre, infermiera, chiede aiuto a Bailey, scusandosi per la sua precedente maleducazione.

## Il compleanno di Claudia
- Titolo originale: Who Cares?
- Diretto da: Ellen S. Pressman
- Scritto da: Susannah Grant

### Trama
Bailey si reca urgentemente a Los Angeles per trovare Jill, che è scomparsa. Dopo averla trovata, cerca di convincerla a tornare a San Francisco. Nel frattempo, tutti sono troppo occupati e concentrati nei propri problemi di vita per pianificare la festa del dodicesimo compleanno di Claudia. Julia trascorre un po' di tempo con Danny, un cliente abituale del bar, che è sieropositivo.

## L'offerta di lavoro
- Titolo originale: Brother's Keeper
- Diretto da: Richard Pearce
- Scritto da: Mark B. Perry

### Trama
Dopo aver ricevuto un'incredibile opportunità di lavoro con uno stipendio molto alto, Charlie si trova di fronte a un dilemma quando si rende conto che, per accettare questa posizione, l'intera famiglia dovrebbe trasferirsi a Seattle. I suoi fratelli esprimono immediatamente la loro disapprovazione e quando Charlie tenta di prendere una decisione per loro, rischia di perdere la sua famiglia per sempre. Nel frattempo, mentre i voti di matematica di Bailey peggiorano gradualmente, il suo insegnante lo accoppia con Julia; poiché Bailey è così geloso della fiorente relazione di sua sorella con Justin, queste sessioni di tutoraggio si trasformano in un incubo per entrambi.

## La crisi di Charlie
- Titolo originale: The Trouble with Charlie
- Diretto da: Ken Topolsky
- Scritto da: Amy Lippman e Christopher Keyser

### Trama
Bailey ha dei dubbi quando Kate, che è tornata, e Jill vogliono entrambe tornare insieme a lui e continuare la loro relazione da dove si era fermata. Dopo averci pensato, Bailey sceglie Jill. Nel frattempo, Charlie si preoccupa quando si rifiuta di lasciare che Claudia mangi cibo spazzatura e la mette a terra, porta via la televisione e non dà un aumento a Bill, la tata. Dopo una discussione con la famiglia, Charlie decide di trasferirsi e trovare il suo appartamento. Inoltre, Julia vince un premio per la sua scrittura, ma i suoi fratelli sono umiliati da ciò che ha scritto su di loro.

## Il ritorno a casa
- Titolo originale: All-Nighters
- Diretto da: Steven Robman
- Scritto da: Susannah Grant e Mark B. Perry

### Trama
Bailey interferisce negli affari di Jill quando decide di occuparsi dei preparativi per una maratona di ballo scolastica di 36 ore. Julia non vuole affrettarsi a fare sesso con Justin. Claudia e il suo amico Artie assistono a una rapina in un minimarket che, secondo lei, è la causa dei suoi incubi. Nel frattempo, Charlie si rende conto che ha bisogno della sua famiglia ora più che mai, quindi ha dei dubbi sull'idea di lasciare la casa.

## Proposta di matrimonio
- Titolo originale: The Ides of March
- Diretto da: Ellen S. Pressman
- Scritto da: Amy Lippman e Christopher Keyser

### Trama
Nel finale di stagione, Jill muore improvvisamente (fuori campo) per overdose di droga. Bailey si rifiuta di credere che sia morta e cerca di seppellire il suo dolore uscendo con Will, ubriacandosi e comportandosi in modo sconsiderato. Nel frattempo, Griffin Holbrook, il lunatico fratello maggiore di Jill, si presenta e non vuole avere problemi con Julia, quindi la evita. Alla fine, Charlie e Kirsten si fidanzano ufficialmente.
- Guest star: James Marsden (Griffin Holbrook).